# Chino Hills (plaats in Californië)
Chino Hills is een plaats (city) in de Amerikaanse staat Californië, en valt bestuurlijk gezien onder San Bernardino County.

## Demografie
Bij de volkstelling in 2000 werd het aantal inwoners vastgesteld op 66.787.
In 2006 is het aantal inwoners door het United States Census Bureau geschat op 75.282, een stijging van 8495 (12.7%).

## Geografie
Volgens het United States Census Bureau beslaat de plaats een oppervlakte van
116,2 km², waarvan 116,0 km² land en 0,2 km² water.

## Plaatsen in de nabije omgeving
De onderstaande figuur toont nabijgelegen plaatsen in een straal van 16 km rond Chino Hills.